# Lawe Mejile
Lawe Mejile is een bestuurslaag in het regentschap Aceh Tenggara van de provincie Atjeh, Indonesië. Lawe Mejile telt 583 inwoners (volkstelling 2010).